# Grontardo
Grontardo (Gruntàard in dialetto cremonese) è un comune italiano di 1 471 abitanti della provincia di Cremona, in Lombardia.

## Storia

### Simboli
Lo stemma e il gonfalone sono stati concessi con decreto del presidente della Repubblica del 30 marzo 2004.
Il gonfalone è un drappo partito di rosso e di azzurro.

## Società

### Evoluzione demografica
Abitanti censiti